# Kárášjohka
Die Kárášjohka, Karašjåkka oder Garašjåkka (Namensursprung nordsamisch, finnisch Kaarasjoki) ist einer der beiden Quellflüsse des norwegisch-finnischen Grenzflusses Tana und durchfließt die Kommunen Kautokeino und Karasjok im Fylke Finnmark im äußersten Norden Norwegens.
Sie entspringt in den Mittelgebirgshügeln im Süden der norwegischen Landschaft Finnmark. Als Quelle der Kárášjohka wird der kleine See Nuorttit Rávdojávri 1 km südlich des Bergs Rávdovárri nur 500 m nordöstlich der Grenze zu Finnland angegeben. Von der Quelle bis zum Zusammenfluss mit der Anárjohka legt die Kárášjohka 173 km zurück. Sie fließt nach Nordosten durch ein unzugängliches Wald- und Seengebiet. Später mäandert sie durch ein breites Kiesbett. 15 km vor der Mündung in die Tana liegt die Gemeinde Karasjok als einzige größere Siedlung am Fluss. Die größten Nebenflüsse sind Iešjohka von Westen und Bávttajohka von Süden.
Am Unterlauf gibt es öffentliche Straßen beiderseits des Flusses, allerdings sind nur zwei Brücken vorhanden, eine in Karasjok und eine 21 km weiter Fluss aufwärts. Weitere 9 km aufwärts enden auch die Straßen. Folgende Straßen führen entlang der Kárášjohka: Europastraße E6, Riksvei Rv92, Fylkesvei Fv8068.
Der Oberlauf befindet sich teilweise im Anárjohka-Nationalpark.

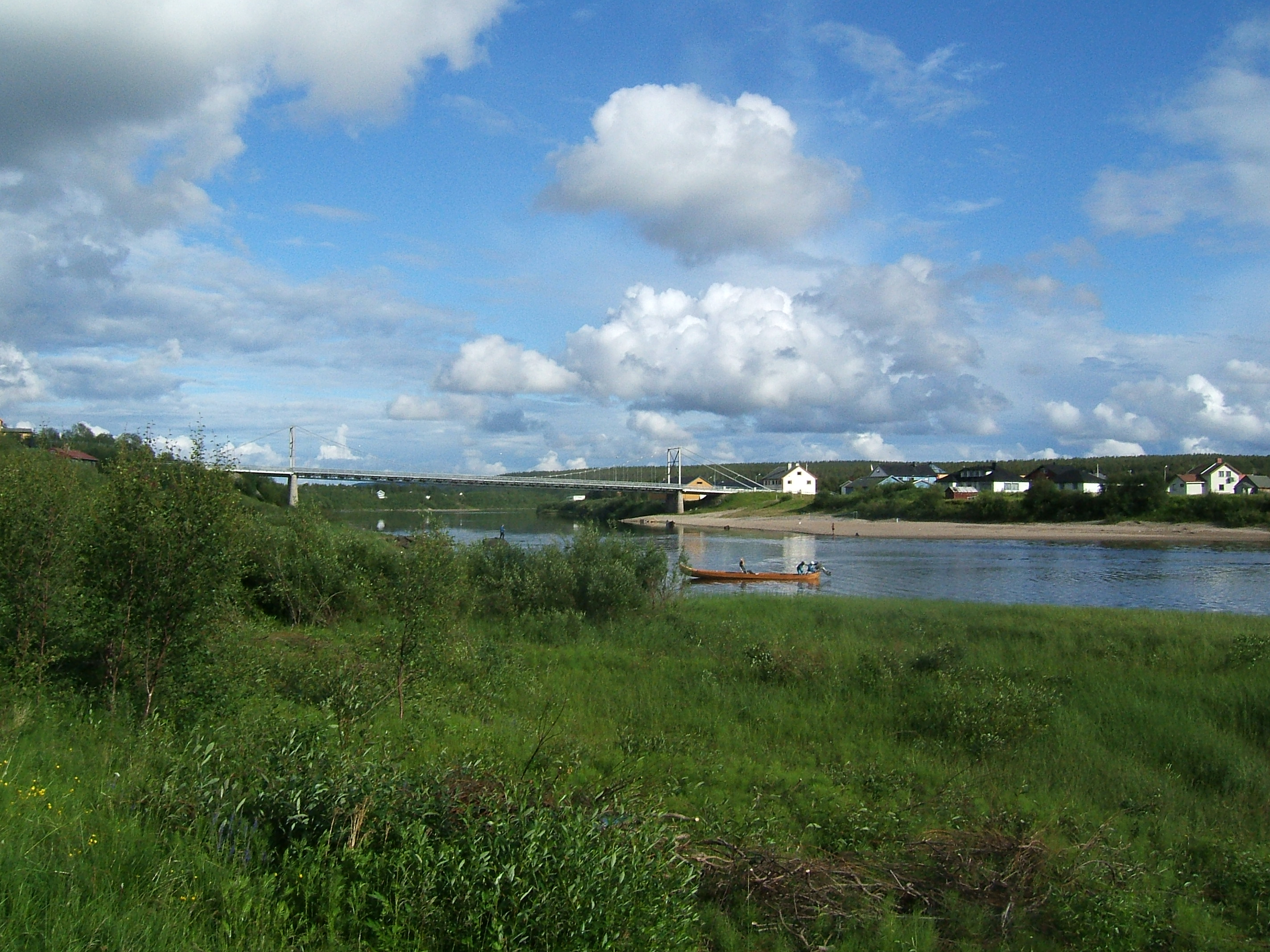
Brücke über die Kárášjokha bei Karasjok
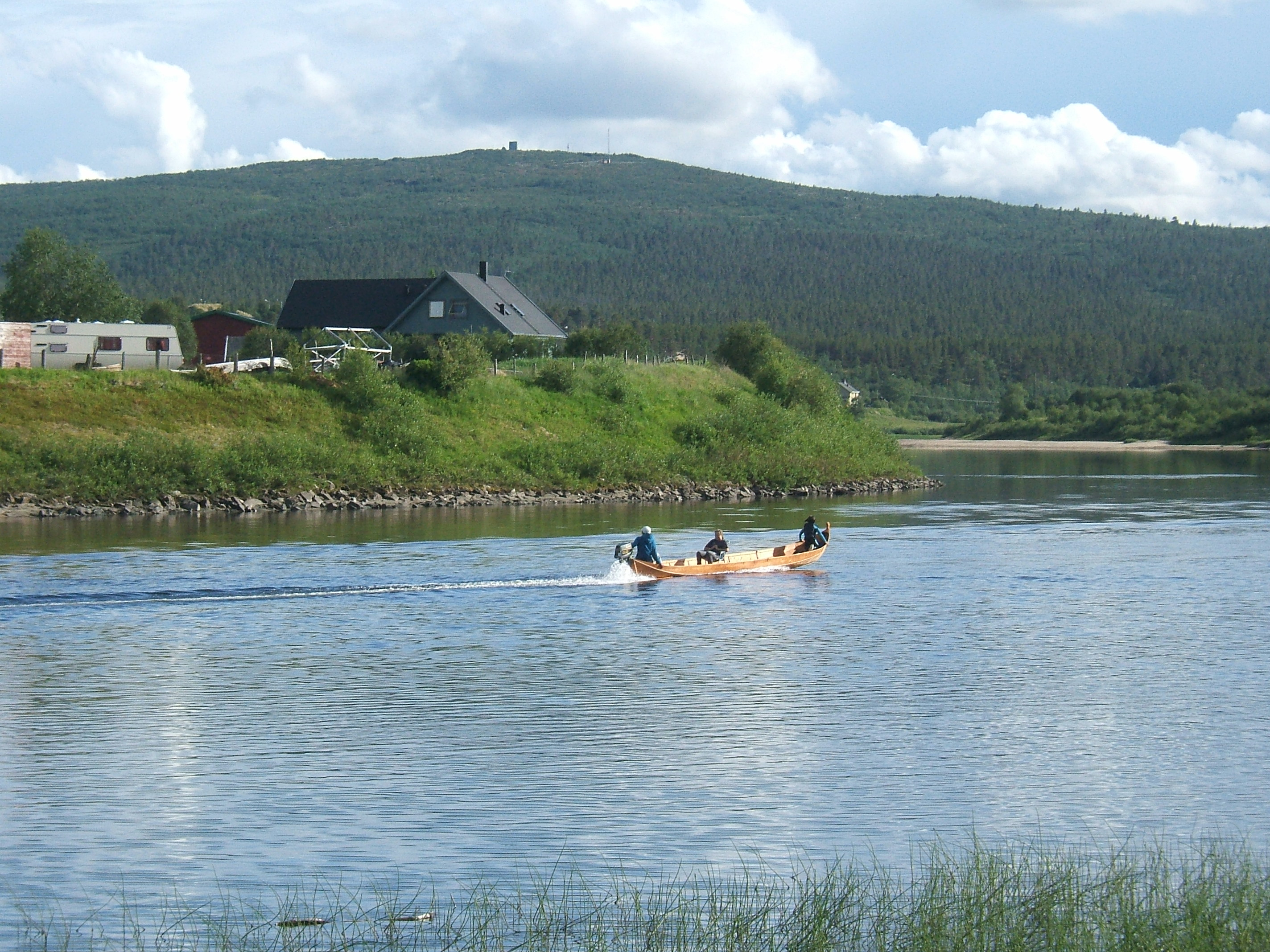
Boot auf der Kárášjohka